# Surbàhara
Surbàhara (hi ; transl. Springtime of Notes ) conegut també com a sitar baix, és un instrument de corda pinçada emprat a la música clàssica hindú. Està molt relacionat amb el sitar, però té una tessitura més baixa. Depenent de la mida de l'instrument, normalment sona entre dos i cinc octaves més baix que el sitar estàndard.

## Visió general
El subàhar mesura més de 130 cm (51 polzades). Utilitza una carbassa seca com a ressonador i té un mànec amb trasts molt amples, que permeten un glissando o "meend" de fins a una octava sobre el mateix trast mitjançant el mètode de tracció. El mànec és de fusta de toona o mogània. Té entre 3 i 4 cordes rítmiques (chikari), quatre cordes de toc (la més ampla de 1 mm) i entre 10 i 11 cordes simpàtiques. Hi ha dos ponts: les cordes de toc passen pel pont més gran, que està connectat a la tabli amb petites potes, que estan enganxades al lloc. Les cordes simpàtiques passen pel pont més petit, que està directament enganxat a la tabli. Els ponts tenen una superfície superior lleugerament corbada, paral·lela a la corda que toquen quan vibren, cosa que produeix un so de zumbit conegut com a jawari. El cos de l'instrument és similar al de la sitar, ja que està fet d'una gran carbassa seca amb una cara de fusta esculpida a un costat i unida al mànec per un jou de fusta esculpida o "gulu". Es diferencia en el fet que la majoria dels subàhars tenen una carbassa més gran i inclinada 90°, de manera que el fons de la carbassa queda a la part posterior de l'instrument, creant un cos més superficial i rodó per a una millor resposta de baixos.
L'instrumentista toca les cordes utilitzant un plectre de fil d'acer corbat, el mizrab, que es fixa al dit índex de la mà dreta de l'intèrpret. Es fan servir tres plectres en els tres primers dits per tocar l'estil dhrupad d'alap, jor i jhala a la subàhar. En l'estil dhrupad, en lloc d'interpretar els gats sitarkhani i masitkhani, l'instrumentista toca la composició lenta dhrupad acompanyat del pakhawaj.
Alguns investigadors creuen que el surbàhar fou inventat cap al 1825. Aleshores, la vina, que es considera un instrument sagrat associat a la deessa Sarasvati, només s'ensenyava als descendents de músics de vina. El desenvolupament del surbàhar es degué en bona part al desig de tocar amb un so més baix similar a la vina.
El surbàhar va ser inventat per Omrao Khan Beenkar i Ghulam Mohammad fou el seu deixeble Omrao Khan Beenkar era l'avi de Wazir Khan de Rampur. La invenció també s'atribueix a Ustad Sahebdad Khan. Investigacions recents mostren que el sitarista de Lucknow Ustad Ghulam Mohammed també podria haver-ne estat l'inventor. Un tipus d'instrument similar, conegut com Mahakachhapi Vina, també se sap que existeix durant aquest període.
 